# 小鉄の大冒険
『小鉄の大冒険』（こてつのだいぼうけん）は、MEE作の青年漫画。

## 概要
『燃えよ鉄人』の主人公の妹・小鉄を主人公とした、スピンオフかつ続編作品。1992年からワニマガジン社の成年向け漫画誌『YOUNG HiP』で連載。一般向け雑誌である『アクションHiP』の創刊で一時移籍するが、同誌休刊後、1993年11月号から『YOUNG HiP』に復帰。長尺のストーリー漫画のため、不定期連載ながら同誌の看板作品となる。2003年の廃刊に伴って打ち切りとなったことから、単行本は第9巻を最後に途絶えている。
1990年代中盤に人気を博し、OVAや小説の他、CD-ROM（OVAのダイジェストを収録）、ドラマCD、アダルトゲームも発売された。

## あらすじ
奥京都から逃げてきた少女、鈴木凛（小鉄）は、かつて兄のいた東京の探偵事務所の所長、久遠美保のもとに身を寄せる。一方、裏社会で傀儡師として有名な青年、御門竜也は、美保殺害の依頼を受ける。そのためには小鉄が障害になると考えた竜也は彼女を付け狙うが、何度か対決するうちに、2人は徐々に意識しあう仲になってしまう。やがて、依頼人が自殺したことにより、竜也は小鉄を狙う理由はなくなった。それ以降、竜也が小鉄の味方になるとともに、2人の仲も次第に深まる。そんな中、東西に分かれた裏社会のうち竜也たちの属する東側に、西側の人間である影鰐が入りこんでくる。発生する内部抗争とまた外部抗争、それぞれの抗争において必ずしも敵同士味方同士の思惑が一致せず、いささか複雑な流れの中心に小鉄たちは巻き込まれ、むしろ担っていく。

## 登場人物

### 一般人・表社会の人物など
東西裏社会組織には属していない人物、直接の所属関係はない人物など。
鈴木凛（小鉄）
月山作の内反りの妖刀の使い手。5歳のころに奥京都に預けられ、師匠のあざみから京八流武術を仕込まれたが、14歳のころに京都を逃げ出し、かつて兄の鉄人（てつひと）の働いていた東京の探偵事務所の所長、久遠美保のもとに身を寄せる。鉄人の妹であることから、小鉄という愛称をつけられた。美保に情に訴えて半ば強引に東京に居候させてもらったり、御門に泣き落としをしかけるなど、計算高い一面もあるが、基本的には喜怒哀楽のはっきりとした、年相応の少女らしい人物である。長く京都にいたため、ふだんは京都弁で話すが、九州出身なので九州弁も話せる。
なお、物語の打ち切り数か月前より、おそらく（兄であり前作の主人公である）鉄人と思われるキャラクターが登場し、月山の無い凛と戦って圧倒、竜也の黒龍さえも退け、復活したマニトウでやっと退けると言う（本当に鉄人なら）「前作主人公の面目躍如」と言った活躍を見せる。
久遠美保
東京で探偵事務所の所長を務める私立探偵。小鉄の保護者的存在。風祭蘭白に師事し、武術もできる。師には及ばないもののそれなりに強いようで、蘭白の孫ユミに、たいていの男なら返り討ちにできると評されている。一方で、肝心の探偵事務所の経営は火の車のようで、税理士には理論上は倒産していると指摘された。
向井賢一
美保の事務所に勤める探偵。あざみに斬殺されて魂だけの存在になってしまうが、御門竜也に新しい軀を造ってもらい、復活を果たした。それ以後は幽体離脱も可能になり、大抵の相手に気付かれずに尾行や張り込みが可能という探偵としては一流の能力者となった。通常傀儡は水晶や鏡を核とするが、向井の軀の場合は、生霊が核となっている。それだけだと力不足なので、他の雑多な霊も凝縮されている。単なる生人形とは異なり、普通の人間と同じように老化して寿命が来ると死んでいくようになっているため、そのプログラミングには神坂諒之も感嘆した。ただし、これができたのは向井の魂が壷に封じられてあったためで、竜也といえども完全に死んでしまった者の魂を呼び戻し、生き返らせることはできない。
風祭蘭白
美保の武術の師匠。ユミという孫がいる。あざみとは旧知の仲だが、親しくつきあっているわけではない。あざみの方は蘭白を「蘭ちゃん」と呼ぶが、蘭白の方はあざみをひどく恐れており、名前を聞いただけで逃げ出してしまうほど。
大文字あざみ
小鉄に京八流を教えた師匠。100歳を超える高齢であるにもかかわらず、人の肝から作った薬や房中術などを併用し、若い姿を保っている。小鉄が奥京都から逃げ出した後一度東京を訪れており、そのときに小鉄に月山を授けた。鬼あざみ、修羅とまで言われ恐れられるほどの人物で、必要であれば人殺しも厭わない。竜也に操られていた蘭白やユミたちにも切りかかり、向井に至っては殺害してしまった。美保には戦国や幕末に生まれていれば間違いなくヒーローになれた、悲しいくらい生まれてくる時代を誤ったなどと評されている。小鉄に月山を授けた後、小鉄の東京滞在を許した。
神坂アキラ
諒之の娘。実は諒之の肉体が滅びたときには、彼の霊が自分の血を受け継ぐ彼女に憑依して転生するようになっていた。しかし、この仕掛けが仇となり、同じ血を持つ弟伸二（影鰐）が竜也に敗れて死んだ際に彼の霊が彼女に憑依してしまい、アキラの肉体は影鰐のものとなったうえに諒之と同じ能力を得てしまった。また、そのアキラの肉体を持つ影鰐も後述の通り玄妙を殺したため、取りつかれてしまう。しかし、最後には小鉄がアキラを殺すことなく取りついた玄妙を斬ることに成功し、もとのアキラに戻ることができた。
雲水姿の中年
氏名は不明。盲目。藤原一族の末裔。月山を求めて全国を巡り、小鉄が持っているのを発見して一度は奪うが、同じく月山を探して叩き折りに来た西側の人物と交戦し、深手を負う。死の間際、月山とともに対になっていた脇差も小鉄に託した。
草下部
眞之の知り合いの、信頼の置ける医師。影鰐に操られた小鉄に切断された右腕をつなげる治療を行った。
山のマニトゥ
竜也が昔フロリダに研修で行ったとき、現地のインディアンからもらった石に封じられていた精霊（というよりはむしろ神）。西園寺が呼び出して契約を試みるが、とても彼の手に負えるものではなかった。しかし、小鉄には力を貸すことにした（式神や精霊などは、通常は自分より弱い者に従うことはない。しかし、精霊たちの方がそういった強弱関係なしに相手を気に入り、勝手に力を貸してくれることもまれにあるという）。

### 東側の人物
東の裏社会に属する人物、および関係の深い人物。
御門竜也
表社会では有名な陶芸家だが、高名な傀儡師という裏社会の顔も持つ。人間そっくりのダミー人形を作り、それに魂を込めて自律行動させることができる。人形制作の技術は高く、特定の人物を真似て作れば、本人と人形の区別は外見からはほぼ不可能。護符呪術で式神や人間をも操る。美保殺害の依頼を受けており、はじめはその障害となりそうな小鉄の命を狙っていたが、やがて、彼女に心動かされていく。影鰐の死後、一度は辞退した東の元締に就任した。
西園寺
竜也の傀儡の師。
東の元締（御隠居）
氏名は不明。西園寺とともに竜也に後を継ぐように要請するが、竜也は辞退する。すると、神坂伸二（影鰐）を指名し、後を継がせた。これは神坂諒之がからんでいたことが後に判明する。諒之は影鰐と竜也のどちらが元締を継いても組織は早かれ遅かれ崩壊するだろうが、もし竜也に正義を貫く力があるならどうするか、と提案した。それを受けて元締が影鰐に後を継がせた結果、組織は影鰐につく者と竜也につく者に分裂したうえ、竜也側が影鰐側に勝利し、竜也が新たな元締となった。要するに影鰐を元締にすることで竜也につく者が集って決起し、影鰐につくような善からぬ者を排除し、そして竜也が自分の側についた者たちとともに立ち上がるだろうと諒之は踏んだわけである。元締引退後は「御隠居」と呼ばれ、それまで住んでいた屋敷を手放し、町中に移り住んで趣味の盆栽を楽しんでいる。
宮内
竜也の次期元締就任を押す人物。安斎とははじめ敵対していたが、影鰐が元締になると敵対を止め、十六夜を側女に差し出した。西園寺を襲撃したが、返り討ちにあった。
十六夜
宮内が孫のようにかわいがっていた娘。影鰐が元締になったときに、側女として、宮内の意志だけでなく自ら進んで影鰐の元に行った。そして、眞之と竜也に側につくことによって得られた影鰐の内情を告げた。
眞之
宮内の知り合いの家で十六夜と兄妹のように育った青年。いつしか十六夜を好きになっていた。
安斎
竜也が次期元締になるのを快く思わない人物。一派の人物を使い竜也の命を狙った。影鰐の就任後に、一人娘のカリンを差し出した。
千酔
影鰐就任後、竜也側についた人物。竜也たちの影鰐襲撃の際に尽力した。
ゴトウ
武闘派の人物。影鰐の方についた。
浅右門
小鉄と同等以上の剣の使い手と言われる。影鰐側に立ち、小鉄と対戦したが敗れた。京八流、あざみのことを知っているようだが、彼女が未だ健在であることは知らなかった。

### 西側の人物
西の裏社会に属する人物、および関係の深い人物。
神坂伸二
通称「影鰐」。裏社会の人物。縄張りやしきたりと言った古い風習を嫌い、力こそが法だという考えの持ち主。強引なやり口を好む。「東」の元締に就任してからは、裏社会は単なる殺戮集団と成り下がった。東の元締になってからは、自分が誰にも信用されていないことを自覚するとともに自分が竜也に追われる立場にあると思い込み、宮内と安斎に忠誠の証として竜也の殺害を命じた。影縫いの術をよく使い、小鉄も何度かかかっている。また、暗示をかけて人を操ることもできる。諒之という兄がいるが、父は玄妙であるため、諒之とは異父兄弟にあたる。
地来坊
影鰐の部下。彼とともに東京に入り込んできた。竜也が作った小鉄の傀儡を倒したが、その後すぐに竜也に敗れた。
神坂諒之
影鰐の兄。表社会ではサラリーマン、妻もおり、アキラという娘もいるが、竜也たちと同様裏の顔も持ち、要人の殺害などの仕事もしている。樹の精霊であるかがりを従えている。相当の実力を持ち、裏社会を策をめぐらせながら暗躍している。東の元締にはたらきかけて東を竜也を中心とする組織に仕立て上げ、さらに、その竜也に西側も統一するように進言。西はすでに動いており、竜也率いる東も動かざるを得ず、結局事態はほぼ彼の思惑通りに進んだ。実は神木の樹霊であり、霊を女性の体内に封印し、人として生まれ変わった。つまりその神木が彼自身であるが、この神木は玄妙に押さえられており、触れることもままならない。東西の対決終了後は本体である神木がなくなり、全ての力を失って普通の人間となったうえ、かがりを認識することもできなくなってしまった。
かがり
諒之に仕える樹の精霊。諒之の命に忠実に従い、数々の役目をこなした。他の人間や護鬼でさえも察知できないような結界を張ったり（呪術ではなく自然界の精霊を使って張ったためらしい）、他人そっくりに姿を変えられるうえ、敵を取り込んで同化すればその式神や呪術などを全て操れるようになるなど、多彩な能力を持つ。
玄妙
西の元締。自分を殺した者に乗り移って転生するという外法を用い、700年近く転生を繰り返して生き続けているという。玄妙を殺した人物は彼に取り込まれてしまい、玄妙として転生してしまうため、誰も彼を仕留めることはできず、事実上の不死身である。そうして取り込まれた霊の中には征夷大将軍の源頼家のものもあり、源氏再興の野望を持っていた。転生を繰り返すうちに数多くの霊が混じりあってしまい、意志の統一が難しくなってしまっているらしい。一度死んでアキラの体を得た後の影鰐は玄妙を殺して西の元締となろうと目論んだが、逆に玄妙に取り込まれる羽目となった。
雫
かがりと同じく樹の精霊で、彼女の妹にあたる。

## 用語
月山
もともとは初代月山鬼王丸という人物が、鎌倉の悪霊や怨霊、呪術から源義経を守るために鍛えたもの。そのため、様々な術や霊などを吸収して打ち破る霊力を秘めている。逆ぞり（刃が通常と逆側にある）の長剣であり、扱いは難しい。もう1本同じ目的で作られた脇差があるが、これは完成が間に合わず、義経が手にすることはなかった。最終的には、小鉄の手へ渡った。
京八流
小鉄があざみからみっちり仕込まれた武術の流派。開祖は義経。小鉄は「開祖はん」と呼び、肖像画も持ち、敬愛している。
護鬼
術者は呪文を唱えている最中、完全に無防備となる。その間、術者を守るために護鬼が呼び出される。呼び出せるようになるのは難しく、竜也もはじめは護鬼を持たなかったが、やがて白虎の護鬼を得た。基本的に、契約者以外の者に懐くことはない。
式
人間に仕える契約を交わした精霊など。式は契約を交わした人間の命令は、解除されるまで守り続けなければならない。しかし、式には時間の概念はなく、百年や千年などほんのわずかな時間にしか感じていないとも考えられている。現に、千年も前に死んだ人間の命令を守り続けている式もいる（後述の小説版に登場する飛梅など）。

## OVA
1996年に全2巻が制作された。

### スタッフ
- 監督・絵コンテ - もりやまゆうじ
- 脚本 - 河原祐二、もりたみよを
- 演出 - 渡邊哲哉
- キャラクターデザイン・作画監督 - 菊地洋子
- 美術監督 - 柴田聡
- 撮影監督 - 斎藤秋男
- 音響監督 - 岩浪美和
- 音楽 - 蓜島邦明
- プロデューサー - 福田勝、森田隆二
- アニメーション制作 - プロジェクトチームサラ
- 製作・著作 - 大映

### キャスト
- 鈴木凜（小鉄）：宮村優子
- 御門竜也：菊池正美
- 久遠美保：井上喜久子
- かがり：兵藤まこ
- 神坂諒之：小杉十郎太
- あざみ：荒木香恵
- 向井賢一：三木眞一郎

## CDドラマ
凛ちゃん 美保ねぇ!小鉄の大冒険
アニメ化前の1992年と1993年にアポロンより発売された、イメージアルバム。全2巻。
小鉄の大冒険　凛ちゃん!初恋大作戦!!
OVA発売に合わせて日本コロムビアより発売された、パロディドラマ。
1. プロローグ
2. 小鉄の大冒険のテーマ
3. 第一話「初恋幼稚園編」
4. 第二話「熱愛高校編」
5. 第三話「愛のエチュード編」
6. エピローグ
7. エンディング「風の凛」

## 小説版
小鉄の大冒険 お凛ちゃん、ふるさとへ帰る
原作：MEE、ワニマガジン社 / 著者：もりたみよを / イラスト：MEE / 発行：ケイエスエス / 発行日：1997年8月19日 / ISBN 4-87709-157-2
母からの帰郷の手紙が届き、急ぎ故郷に戻る小鉄だったが、そこには小鉄のフィアンセや、鈴木家に伝わる秘宝を狙う謎の集団が待ち構えていた。新キャラも加わったオリジナルストーリー。

### 小説版オリジナルの登場人物

#### 鈴木家
小鉄の実家の家族。福岡県の脊振山に住む。家業として玉露用の茶を栽培している。実は代々弘法大師（空海）の手紙を守るという使命を帯びており、現在も保管されている。また、代々入り婿を取っている。
鈴木徹山
小鉄の父。大酒飲み。拳法家で、細川友明という弟子がいる。友明と小鉄を結婚させようと企んでいたようである。
鈴木苳孕（ふきこ）
小鉄の母。見た目は中肉中背で、いつも食事の支度をしているといった感じだが、実は小鉄と同じくあざみの弟子。しかも、あざみ本人によると、彼女の数多い弟子の中で最も強いという。

#### 裏金剛
空海を始祖とする密教の一派。空海の遺品を集めるべくこれまで様々な手を尽くしてきた。どちらかというと攻撃的な面を持つ宗派である。
連妙
25歳の比丘尼。その若さで体術、呪術において裏金剛では並ぶ者はないほどの実力を持つ。それゆえ「今空海」とも呼ばれている。自分でもその実力には自信があり、あざみにも負けないと断言するほど。裏金剛の外のことは知らず、生真面目すぎる性格に育った。山中で偶然出会った友明に一目惚れしてしまう。
阿闍梨
連妙の祖父である老僧。彼女の師でもある。弟子とはいえ、彼にとっては連妙は目に入れても痛くないほど可愛がってきた孫である。連妙をあまりに実直で強い女に育ててしまったことを、育て方を間違ったかと後悔している様子。
阿道坊
裏金剛の僧の1人。連妙や吽海たちとともに、空海の遺品を奪うべく鈴木家襲撃に向かった。
吽海
幼いころから連妙を愛していたが、彼女が友明に惚れたことを知り嫉妬に狂った。

#### その他
細川友明
徹山の弟子。細川家の五男。あくまで拳法の弟子なので、剣術はできない。小鉄のことは生まれたころから知っており、幼馴染として接しているが、小鉄は幼くして鈴木家を出たために友明のことはよく覚えていない（小鉄の方が4つ年下である）。
飛梅
太宰府天満宮にある、古い梅の木「飛梅」の精霊。外見は14歳の少女。菅原道真から、鬼や精霊を封印や解放できる能力を授かっている。天満宮一帯に封印された鬼や精霊の見回り（といっても、愚痴を聞いたり退屈しのぎの遊びを一緒に考えるのが主だが）をしている。14歳の少女の外見をとり続けているのは、道真にそう言われたから（彼女は道真に仕える契約をした式である）。道真の残した結界へ何者かが侵入したのを察知して現場に向かうが、侵入者を発見できなかったうえに道に迷ってしまい、たまたま発見した鈴木家に居候してしまう。ちなみに、彼女の察知した侵入者とは、小鉄たちが福岡への移動中に道真の結界に反応して出てきてしまった小鉄のマニトゥである。

## アダルトゲーム版
1996年4月19日に、ティーツーよりPC-9801/9821向けに発売された。FD9枚組。コマンド選択方式のアドベンチャーゲームであり、御門竜也を主人公にした外伝作品。本作だけのオリジナルキャラクターも登場する。